# Lingua misia
La lingua misia o misio era una lingua indoeuropea parlata dall'antico popolo dei Misi.
Tra gli autori antichi Strabone la definiva come "un misto tra lidio e frigio", sottolineando le sue affinità con le altre lingue anatoliche, mentre Ateneo metteva in evidenza le somiglianze con la lingua peonia, suggerendo quindi una parentela con le lingue parlate nella penisola balcanica. Gli studiosi contemporanei hanno per lo più abbracciato questa seconda ipotesi, collocandola tra le lingue greco-frige, al fianco della lingua frigia e della lingua peonia, oppure nel ceppo tracio-daciche, come sottolineato dai linguisti bulgari Vladimir Ivanov Georgiev e Ivan Duridanov, che ne hanno messo in evidenza le somiglianze con la lingua dacica.